# Fontagre
Fontagre est le premier roman de Jean Orieux, publié en 1944 aux éditions de la Revue Fontaine. Il a reçu le Grand prix du roman de l'Académie française en 1946.

## Genèse du roman
Jean Orieux a commencé à écrire Fontagre en septembre 1940, lors de son séjour dans le Limousin où il était inspecteur de l'enseignement primaire. Dans le contexte de la Drôle de guerre et sur fond de nostalgie, il a éprouvé le besoin d'écrire quelque chose de vital. Il s'est alors raccroché à ses racines, à sa mémoire, à des souvenirs de conversation et à des histoires que lui racontaient dans son enfance de vieilles parentes, d'anciennes domestiques et surtout sa grand-mère maternelle qui a joué un rôle éminent dans sa formation littéraire. En 1941, alors qu'il venait d'arriver en Algérie, il en a poursuivi la rédaction et l'a achevée à Tlemcen en septembre.
Remarqué par Max-Pol Fouchet, Fontagre a été publié intégralement en cinq feuilletons dans la revue Fontaine, à Alger, de mai à novembre 1942, puis édité aux éditions de la revue Fontaine en 1944, et repris en 1946 par les éditions Flammarion qui publieront la quasi-totalité de son œuvre à venir. Fontagre a reçu le Grand prix du roman de l'Académie française en juin 1946.
Ce roman est le premier d'un cycle intitulé Les Fontagre qui réunit trois autres livres : Cinq filles et un fusil (1950), La Mal Mariée (1953) et Les Bonnes Fortunes (1955). Mais dans l'ordre chronologique de l'histoire qui se déroule de 1876 aux années 1930, c'est le dernier, et dans l'édition définitive de l'ensemble qui a paru en 1973 dans une version revue, il a pour titre Le Ciel d'autrefois. Jean Orieux raconte dans ces quatre romans l'histoire d’une vieille famille de la noblesse rurale du sud du Périgord qui, à travers trois générations et les destins de personnages aux caractères très différents, essaie vainement de maintenir son rang et l’unité de son domaine.

## Résumé
Comme chaque année, Louis de Puyvilhem, le narrateur, alors âgé de 14 ans, se rend chez ses cousins à Fontagre pour y passer les vacances d’été. Nous sommes au début des années 1930. Pour effectuer ce voyage à la fois fatigant et délicieux, il prend le train à Bordeaux où il habite avec sa mère. À Fontagre, domaine viticole situé dans le Bergeracois, près de Monbazillac, il retrouve sa famille et ses racines auxquelles il est viscéralement attaché. Il y a d’abord sa tante Élia - sa cousine pour être plus précis - qu’il aime et admire, son oncle Élie avec qui il essaye ses premiers fusils, son cousin André, un être vulnérable qui cache mal ses amours et qui aime aussi la chasse. Il y a Marinette, la servante dévouée qui est au service de la famille depuis toujours et qui est un peu le double d’Élia car elles se ressemblent sur bien des points. Tous forment un bloc. Il y a enfin Odette, l’épouse d’André, l’intruse, la seule qui ne soit pas Fontagre ; c’est la fille d’un pharmacien enrichi, M. Ladureau, qui voulait que sa fille fût comtesse, mais Élia la rejette à cause de sa fadeur, et en retour, elle se montre désagréable parce qu’elle est malheureuse.
Depuis des décades, à cause de leur légèreté et de leur insouciance, les Fontagre croulent sous les emprunts et les hypothèques ; les prêteurs habituels ne se bousculent plus pour remédier temporairement à leurs maux. Au moment où commence le récit, Élia doit trouver 210 000 livres dans le plus bref délai, et elle ne dispose pas de cette somme. Elle a l’idée de l’emprunter à sa cousine, la marquise de Palpins, que l’on croit riche parce qu’elle vend des meubles anciens à Paris. On l’invite, mais au lieu de prêter l’argent tant désiré, elle expertise les meubles et emporte des nippes pour seulement 30 000 francs. Cet échec est aussi dû à l’insolence et aux maladresses d’Élia à l’égard du conseiller et amant noir de sa cousine. On pense alors à demander 250 000 francs au duc de Lorgefort, un vieil ami d’Élie, amateur de chasse et de bonne chère, mais le duc, contrairement aux apparences, n’a pas un sou. Après ces deux échecs, on accepte de recevoir M. Ladureau pour lui demander cet argent : il est prêt à régler toutes les hypothèques et à se rendre acquéreur d'une métairie qu’il donnera en dot à sa petite-fille Sylvie, ce qui permettra de garder le domaine intact. Mais Élia refuse catégoriquement cet arrangement. Peu après Élie meurt. Le bruit court que sa femme l’a empoisonné, mais c’est sa maîtresse, la Barbafer, une Espagnole qui vit dans le pays, qui l’a tué car elle n’a pas pu obtenir de l’argent de lui, et pour se venger, elle a reporté la responsabilité sur Élia, sans prévoir les conséquences de la haine de cette dernière. Mais rien ne peut empêcher la vente de Fontagre. André et Odette vont s’installer à Bordeaux, les métairies sont achetées séparément par de petits propriétaires ou des fermiers, le domaine est démembré, et Élia garde la jouissance d’une partie du château où elle vit avec sa bonne. 

## Réception critique
Henri Bosco écrit dans L'Arche : « Les qualités en sont vraiment romanesques. […] Car les choses douées de vie vivent d’abord de l’air qu’elles respirent. Pas d’atmosphère, pas de vie. Et « Fontragre » a surtout des vertus d’atmosphère. On y boit un air tout particulier, l’air Fontagre. Cet air, cette atmosphère, restent dans l’indéfinissable. C’est le souffle créateur ». Pour André Billy, critique au Figaro, le roman déploie : « une cruauté à la Mauriac dans la peinture des mœurs de province ; du pittoresque à la Pesquidoux pour décrire la terre de Gascogne ; une once d’Alain-Fournier, dans certaines rêveries du narrateur en culottes courtes. Et pour finir, on n’omettrait pas de qualifier de balzaciennes certaines scènes de ce drame domestique. […] Ce premier livre n’est pas dépourvu ni de longueurs, ni de gaucheries ; (ni même de fautes d’orthographe). Il révèle un talent certain, pour peindre de curieuses vérités de la France provinciale ».

## Éditions
- Fontagre, parution dans la revue Fontaine de mai (no 22) à novembre (no 25) 1942 ; publication aux éditions de la revue Fontaine en 1944 (Alger), réédition en 1945 (Paris) ; repris par Flammarion en 1946 ; publication en feuilleton dans Lisez-moi du 25 juillet 1948 (no 64) au 25 septembre 1948 (no 68) ; réédition J'ai lu, 1961 ; nouvelle édition Bruxelles, Club international du livre, s. d., illustrations de Claude-René Grosjean ; nouvelle édition Cercle du Bibliophile, 1969, préface de Martine Cadieu, frontispice de Daniel Briffaud ; édition anglaise Londres, The Bodley Head, 1949, traduction de Naomi Walford.
- Repris sous le titre Le Ciel d'autrefois dans l'édition définitive du cycle Les Fontagre, éditions Flammarion, 1973, et dans le second volume de la réédition de celui-ci intitulée Fontagre, J’ai lu, 1990.